# 榕四星螢金花蟲
榕四星螢金花蟲（学名：Morphosphaera chrysomeloides）为金花蟲科球螢金花蟲屬下的一个物種。

## 特徵
鞘翅帶黑色光澤，前胸背側有四點黑色斑紋。普遍棲息於榕樹分布地區，活動於初春至秋冬之際。身長約7.5～8.5mm。

## 近似種
- 榕二星螢金花蟲：棲息環境相似，但數量稀少。前胸背板斑紋為2點。